# المراشحة (شبام كوكبان)

تعديل مصدري - تعديل

المراشحة هي إحدى قرى عزلة ضلاع الأعلى بمديرية شبام كوكبان التابعة لمحافظة المحويت، بلغ تعداد سكانها 212 نسمة حسب تعداد اليمن لعام 2004.